# Tommot
Tommot (ros. Томмот) – miasto w azjatyckiej części Rosji, w Jakucji; w ułusie ałdańskim.
Leży w Górach Ałdańskich, nad Ałdanem; ok. 60 km na północny wschód od miasta Ałdan; współrzędne geograficzne 58°58′N 126°16′E/58,966667 126,266667; 9 tys. mieszkańców (2005); ośrodek regionu wydobycia złota i miki; przystań rzeczna. 
Leży na drodze z Jakucka do Ałdanu a także na trasie budowanej linii kolejowej Amur - Jakuck.
Założone w 1923 r., w tym samym roku uzyskało prawa miejskie.
24 sierpnia 2004 otwarto stację kolejową Tommot, która jest obecnie ostatnim przystankiem pasażerskim linii w kierunku Jakucka.